# Trochalus placens
Trochalus placens är en skalbaggsart som beskrevs av Louis Albert Péringuey 1904. Trochalus placens ingår i släktet Trochalus och familjen Melolonthidae. Inga underarter finns listade i Catalogue of Life.